# Limerigg
Limerigg est un village situé dans le Falkirk en Écosse.